# Steel Diver
Steel Diver es un videojuego de simulación desarrollado y publicado por Nintendo, con la ayuda de Vitei, para la Nintendo 3DS. En el juego, el jugador controla un submarino a través de un conjunto de palancas y ruedas en la pantalla táctil. El juego salió a la venta en 2011, y fue seguido por una secuela gratuita en 2014, titulada Steel Diver: Sub Wars.

## Historia
En el año 19XX, una "nación pícara hambrienta de poder" invadió varios países cercanos. Se formó una organización secreta conocida como los "Buzos de Acero" de las armadas de varios países para combatir esta amenaza. Los Buzos de Acero viajan a través de varias áreas, incluyendo el Ártico y la selva, y eventualmente se les encarga la tarea de destruir la fortaleza enemiga.

## Juego
Steel Diver consiste en 3 modos principales: Misiones, Golpe de Periscopio y Comandante de Acero. Misiones se divide en dos modos: Campaña y Pruebas de Tiempo. El juego principal se desarrolla durante la Campaña. En Campaña, el jugador utiliza deslizadores y diales en la pantalla táctil para maniobrar un submarino a través de los niveles de desplazamiento lateral que se muestran en la pantalla superior, hundiendo los submarinos enemigos, los acorazados y evitando las minas navales y las cargas de profundidad según sea necesario. Hay siete misiones disponibles, que se pueden jugar con diferentes submarinos y modos de dificultad, que suelen implicar objetivos como la eliminación de flotas enemigas o la infiltración en bases enemigas para alcanzar el objetivo en un tiempo límite. Time Trials presenta el mismo estilo de juego y controles, sin embargo los niveles son más cortos y no están conectados con la historia, sino que sólo se trata de conseguir un tiempo rápido a través de un camino complejo. El modo Periscopio de Golpe se juega después de cada misión exitosa o también se puede jugar por separado, o como parte de Comandante de Acero. En este modo el jugador mueve el sistema para girar un periscopio para disparar torpedos a los barcos enemigos. Steel Commander se puede jugar contra la CPU o contra un oponente humano a través de la Descarga. Es un juego de estrategia en el que los dos jugadores dirigen una flota de acorazados y submarinos e intentan hundir la flota del otro.

## Desarrollo
En el E3 2004, Steel Diver se mostró por primera vez como una demostración técnica jugable para la entonces próxima Nintendo DS. El concepto de un subjuego, sin embargo, era, según Miyamoto "Mucho antes de eso" y surge del deseo de Miyamoto de hacer un simulador de vuelo. A pesar de que había creado Pilotwings, que tiene algunos aspectos similares a los del género, Miyamoto no estaba del todo satisfecho con sus aspectos de simulación. Señaló que los jugadores de un simulador de vuelo real "deberían volar un enorme avión de pasajeros en lugar de, digamos, un avión de combate".  También señaló que un submarino era igualmente grande y voluminoso y pensó que el tema podría funcionar para un juego de simulación. Había pensado en desarrollar el juego para una consola antes de la Nintendo DS, pero pronto se dio cuenta de que el sistema de control de un juego de este tipo no sería el ideal. A pesar de que la demostración técnica del E3 2004 tuvo buena acogida, Miyamoto no pudo ampliar la idea hasta una etapa tardía de la vida de la DS debido a un conflicto de programación. Cuando por fin se pudo asignar un equipo al proyecto, las especificaciones de la 3DS se dieron a conocer, y en ese momento pensó que el juego funcionaría mejor como un título de 3DS.
Seis años después de la demo de la DS, Nintendo reveló el juego en el E3 2010, como un título de lanzamiento para la Nintendo 3DS. El juego fue desarrollado por la división de Análisis y Desarrollo del Entretenimiento de Nintendo en cooperación con la empresa externa Vitei. Se lanzó en Norteamérica el 27 de marzo de 2011, donde fue uno de los primeros juegos para la Nintendo 3DS. Sin embargo, no llegó a la ventana de lanzamiento japonesa y europea. El juego se lanzó en Europa el 6 de mayo de 2011, y en Japón y Australia el 12 de mayo de 2011.

## Steel Diver: Sub Wars
En junio de 2013, se anunció que Nintendo estaba trabajando en su primer juego gratuito, basado en Steel Diver, que saldría a la venta en marzo de 2014. Este fue finalmente revelado para ser titulado Steel Diver: Sub Wars durante la Nintendo Direct el 13 de febrero de 2014, que salió a la venta después del evento para la Nintendo 3DS. Sub Wars es un juego en primera persona con un modo multijugador online y dos niveles de la campaña para un solo jugador, con funciones y misiones adicionales disponibles para la versión de pago. El juego admite una serie de esquemas de control, incluyendo el Circle Pad Pro y la pantalla táctil para muchas entradas. Las críticas han sido en su mayoría positivas.

## Recepción
Steel Diver ha recibido críticas mixtas. Audrey Drake de IGN le dio a Steel Diver un 7 de 10, elogiándolo por su adictiva jugabilidad, pero advirtió que la estrategia de ritmo lento no es para todos. Por el contrario, Game Informer le dio al juego un 4.00, alabando su música y sonido, pero criticando el juego multijugador y el movimiento de perillas durante un límite de tiempo y niveles caóticos. La revista oficial de Nintendo Magazine lo premió con un 61%, criticando su falta de contenido, diciendo: "Espera a que el precio baje por las profundidades antes de considerar una compra". GameSpot  le dio una puntuación de 4,5 sobre 10, diciendo: "Steel Diver nunca averigua si quiere ser una simulación de un submarino o un juego de acción, y esa indecisión lleva a una experiencia que induce al bostezo".